# The Body Collector
The Body Collector est une minisérie néerlandaise en trois épisodes de 52 minutes, diffusée entre le 23 novembre 2016 et le 7 décembre 2016 sur le réseau Omroep MAX.
La série est inspirée de faits réels sur l'histoire du journaliste Hans Knoop : l'affaire Menten...

## Synopsis
En 1976, à Amsterdam, le journaliste Hans Knoop se lance dans une enquête acharnée afin de dévoiler le passé sombre du multimillionnaire et collectionneur d’art Pieter Menten. Ce dernier serait responsable de plusieurs massacres de masse en Pologne pendant la Seconde Guerre mondiale.

## Distribution

### Acteurs principaux
- Guy Clemens : Hans Knoop
- Aus Greidanus sr. : Pieter Menten
- Camilla Meurer : Elizabeth Menten
- Noortje Herlaar : Betty Knoop
- Carine Crutzen : Meta Menten
- Arian Foppen : Pieter Menten jeune
- Vincent Linthorst : Henk Demeester
- Porgy Franssen : Eduard Groen Borghart
- Rein Hofman : Gijs Jongstra
- Hans Croiset : Dirk Menten
- Julien Croiset : Dirk Menten jeune

## Épisodes
| No. | Titre     | Réalisation  | Scénario                                          | Diffusion aux Pays-Bas |
| --- | --------- | ------------ | ------------------------------------------------- | ---------------------- |
| 1 | Épisode 1 | Tim Oliehoek | Jan Harm Dekker, Hans Knoop et Robert Jan Overeem | 23 novembre 2016       |
| Dans les années 1970 à Amsterdam, un journaliste lance une enquête sur un homme d'affaires accusé de nombreux crimes, commis pendant la Seconde Guerre mondiale.                 |           |              |                                                   |                        |
| 2 | Épisode 2 | Tim Oliehoek | Jan Harm Dekker, Hans Knoop et Robert Jan Overeem | 30 novembre 2016       |
| Opiniâtre, le journaliste Hans Knoop poursuit son enquête. Il accumule les documents et les témoignages et espère mené l'ancien criminel de guerre nazi devant le tribunal.      |           |              |                                                   |                        |
| 3 | Épisode 3 | Tim Oliehoek | Jan Harm Dekker, Hans Knoop et Robert Jan Overeem | 7 décembre 2016        |
| En enquêtant sur le passé de Pieter Menten, le journaliste Hans Knoop a pu monter un dossier solide. Il espère que ses investigations pourront enfin permettre une condamnation. |           |              |                                                   |                        |

## Distinctions
- Veau d'or : catégorie du meilleur drame télévisuel

## Produits dérivés

### Sorties en DVD et disque Blu-ray
Les DVD et Blu-ray sortent le 8 mars 2018 en France.